# オガ炭

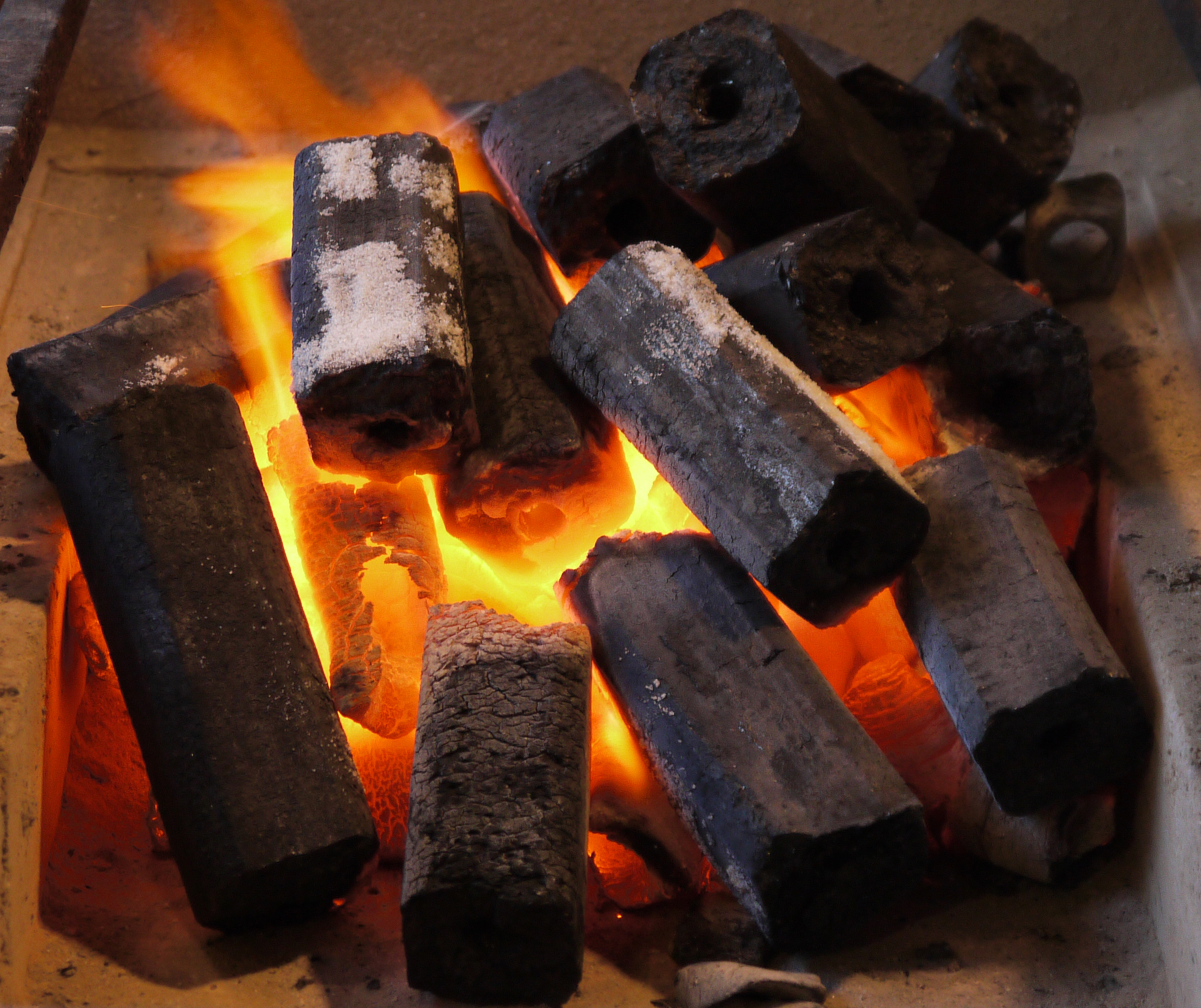
オガ炭

オガ炭（オガたん, 大鋸炭）とは、製材時に発生する大鋸屑（オガクズ）を圧縮加熱成形して製造するオガライト（成形薪）を主な原料とした木炭である。
製法や炭としての性質は白炭に似ている。中国語ではオガ炭を含めた成形木炭類は一律に「原子炭」または「機製炭」（机制炭）と呼んでいる。炭火焼の飲食店で多用されているものの、一般への知名度が低く、形状の印象から石炭製の練炭と誤解されている場合もある。

## 概要
材木の製材時、その工程により材木の7％がオガクズとなることから、これを扱い易い燃料として再活用するために「オガライト」の原型が1925年に研究開発された。その後、1950年代の高度成長期に伴って建築製材で大量に発生したオガクズを利用してオガライトの大規模な大量生産が開始された。そのオガライトを原料として製造された燃料が「オガ炭」である。
現在流通しているオガ炭の多くは中国や東南アジア諸国などのオガクズを原料とし、製材の副産物として現地で産廃として廃棄されていた大量のオガクズを、日本企業の現地法人や合弁企業、日本の技術指導を受けた現地企業がオガ炭に加工・生産していたが、インドネシア産のオガ炭は現在、森林保護のため、密集化する立木を間引く過程で発生する天然の木材や間伐材を使用している。ひとつの工場で月間1,000トンを超えるオガ炭製造を行なっている場合もある。
一般的には、熱処理成型した木質のオガライトから製造された木炭が「オガ炭」と呼ばれている。タイやベトナムなどの東南アジアでは現地で豊富にあるパームヤシ殻を炭焼きにし、これを破砕機で粉末にしたうえでタピオカ澱粉などでオガ炭状に固めて成型し、乾燥炉と天日干しを経て加工された成形木炭（ヤシガラ炭）が「オガ炭」という名称で日本向けに出荷されているが、こちらはオガクズを固めた原料を炭焼きしたものではないため、オガ炭とは全く異なる性質であるので注意が必要である。（これらの多くは英: Briquette charcoalとしてオーストラリアや韓国へも輸出されている）。

## オガ炭の性質
オガ炭はオガクズを圧縮加熱成形して作られた「オガライト」を原料として炭化させた物であるため、形状は均一である。また、オガライトの製法上、内部がちくわのように中空となっている。
オガライトの構造上、炭内に密閉した部分が少なく、爆跳（炭がはぜること）がほとんどない。燃えた後の灰は一般的に少ないと言われているが、原料となる木材と使用されている木の部位によっては灰が多い場合もある（灰の量は原料材に含まれるシリカ分の量に拠る。木質ペレットと同様、原料部位が外縁であるほど灰が多い）。オガライトの原料として近年の日本国内産ではカシワなど木炭に向く木材原料に絞って製造している傾向がある。中国産の安価なものではスギやマツを原料としたものがあり、火付けしやすく火力は強いが燃焼継続時間は短い。その他の東南アジア産のものはマングローブや、南洋材の原料が多い。
オガ炭は密閉した炭窯を1,200℃近くまで上げ熟成させたあと、仕上げの最後に、一気に空気を入れて（または炉外に出して）未炭化成分を焼き飛ばし、急冷させ焼き締める（この精錬工程を「ネラす」と表現する）。この製法は白炭に近く、性質も白炭に似る。大規模生産工場では、この一連の作業をオートメーション化している場合も多い。備長炭に似た性質でもあるため、商品名称に「オガ備長炭」「備長炭（オガ炭）」と併記されている場合がある。
着火に関しても白炭に似て、黒炭などより手間を要し、非常に火熾ししにくい性質のため、着火加工されたヤシガラ炭や、既に熾っている木炭を種火としてオガ炭に着火させる方法が確実である。→「火熾し（火おこし）方法」を参照 しかし、その反面オガ炭は火持ちは良く、上質な製品では1,000℃前後という高い燃焼温度が長時間にわたって得られるものがあり、バーベキューパーティーが4 - 5時間ほどに及ぶ場合であっても炭の継ぎ足しが不要となる。また、灰に埋めた場合は12時間以上も燃焼が継続する。
オガ炭はグレードごとの形状と品質が均一で、品質の割に比較的安価であり、長時間の高温燃焼が持続し、燃焼臭や煙も目立たず、構造上爆跳の危険性がほとんど無いので飲食店などでの利用が多い。

## オガ炭の用途
オガ炭は、上述のように安価で長時間（3〜5時間）安定した無臭の高火力が得られることから、焼き鳥・焼き肉など炭焼き料理が中心の飲食店で調理用の燃料として多用されている。業務用途での需要が多いことから10kg単位で販売する業者が多く、30kg以上から注文を受け付ける販売店も多い。オガ炭の値段は様々であるが、全般的に品質と価格は比例していると見てよい。

## オガ炭の形状

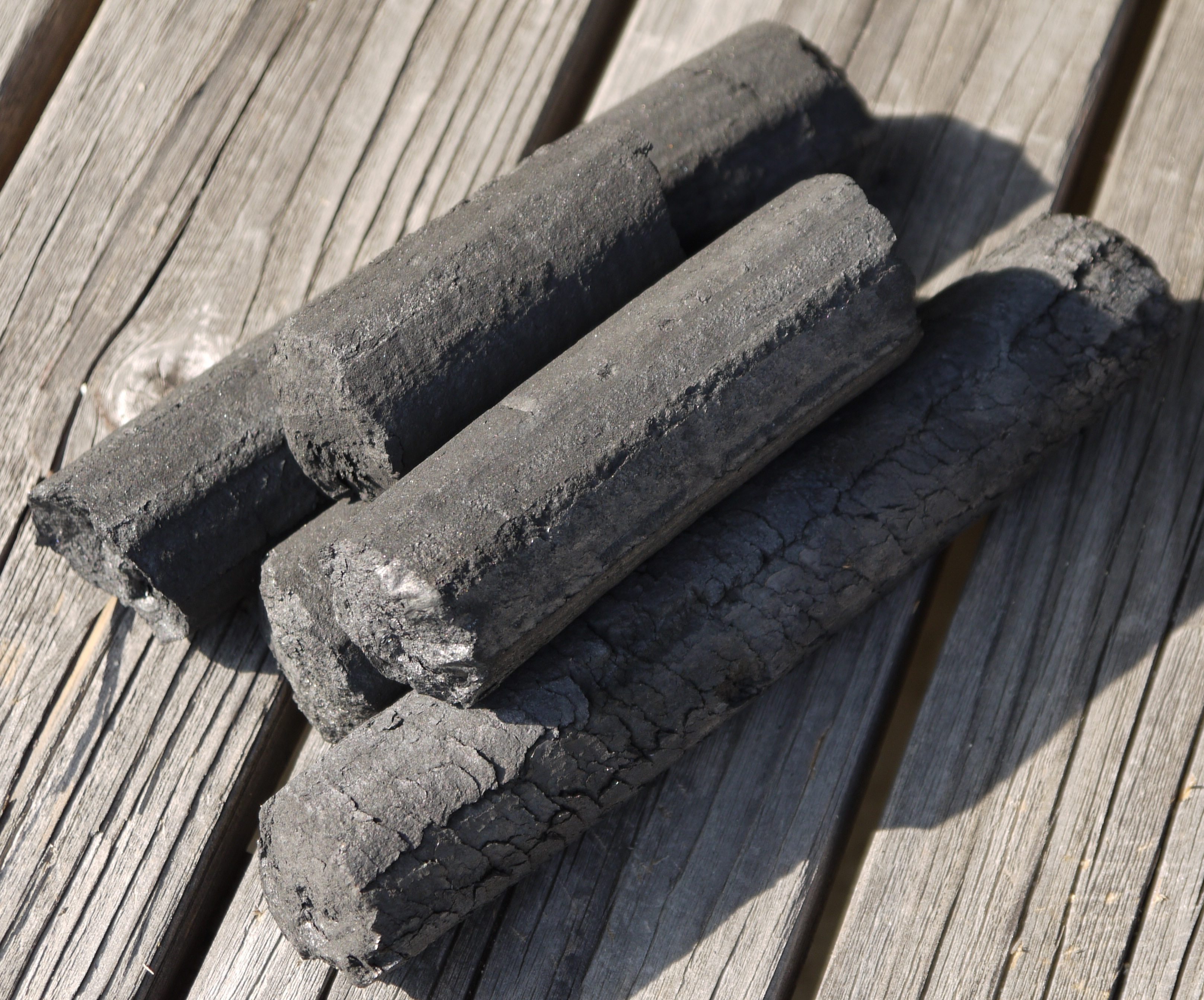
穴の無いタイプのオガ炭

円筒形、六角形、四角形などがある。インドネシア産で六角形のもの、中国産で四角形のものが流通している。備長炭に近く非常に硬質な品質、形状が揃っていることから、箱に隙間無く並べて詰めてコンパクトに梱包・保管することが出来、運送保管時のスペースと、欠けや崩れが、少ないというメリットもある。
また製造時、窯の中心で焼かれた金属音に近い音のする高品質の部分のみを検品したものが流通している。
最近は見ばえをより木炭に近づけるためと、安定した長時間の燃焼効果を得るため中心が中空でない円筒形（穴なし）『文化炭』『平成炭』というものもある。成型時にガス抜きとなる中空部分が無い形状は、製造が難しい。

## 注意点
オガ炭は性質的には白炭に近いことから黒炭より燃焼継続時間が長く、バーベキューに利用した場合、3〜4時間は高温で燃え続けている場合もあるので、短時間のバーベキューの場合は火消し処理等で注意が必要である。

## 燃焼ガス
木炭・オガ炭は練炭や豆炭とは異なり硫黄や鉱物臭はしないものの、同様に一酸化炭素など有害な燃焼ガスを多量に発生するので、室内での七輪や囲炉裏など、換気が十分でない屋内での使用には注意を払う必要がある。

## 業界団体
生産者団体の全国オガライト協同組合（後に日本木質成形燃料協同組合に改編）は、最盛期の昭和40年代から50年代にかけては正規加盟業者が900社に迫るほどであったが、石油やガスに燃料需要が推移したため解散した。しかし2003年（平成15年）以降に始まった中国産炭の輸出規制や、近年の焼き肉チェーン店での旺盛なオガ炭需要を受け、日本オガ炭生産者協議会（現在加盟社は13社ほど）として、その後再結成されている。